# Superliga chorwacka w piłce siatkowej mężczyzn (2025/2026)
SuperSport Superliga w piłce siatkowej mężczyzn 2025/2026 – 35. sezon mistrzostw Chorwacji w piłce siatkowej zorganizowany przez Chorwacki Związek Piłki Siatkowej (chorw. Hrvatski odbojkaški savez, HOS). Rozpoczął się w październiku 2025 roku.
W SuperSport Superlidze uczestniczyło 10 drużyn. Do najwyższej klasy rozgrywkowej dołączył klub Medicinar Trnje. Rozgrywki składały się z fazy zasadniczej oraz fazy play-off. W fazie zasadniczej zespoły rozegrały między sobą po dwa spotkania. Sześć najlepszych drużyn awansowało do fazy play-off, która obejmowała ćwierćfinały, półfinały i finał.
Od sezonu 2025/2026 sponsorem tytularnym Superligi został bukmacher SuperSport.

## Drużyny uczestniczące
W chorwackiej Superlidze w sezonie 2025/2026 wzięło udział 10 drużyn. Do rozgrywek dołączył klub Medicinar Trnje, który w sezonie 2024/2025 zajął 2. miejsce w 1. lidze. Mistrzem 1. ligi został drugi zespół HAOK Mladost, jednak zgodnie z regulaminem w najwyższej klasie rozgrywkowej mogła grać wyłącznie jedna drużyna z danego klubu.
| SuperSport Superliga 2025/2026 | SuperSport Superliga 2025/2026 |                   |
| ------------------------------ | ------------------------------ | ----------------- |
| MOK Mursa Osijek               | 1                              | el. Ligi Mistrzów |
| HAOK Mladost Zagrzeb           | 2                              | Puchar Challenge  |
| OK Ribola Kaštela              | 3                              | Puchar Challenge  |
| OKM Centrometal                | 4                              | Puchar Challenge  |
| MOK Marsonia                   | 5                              |                   |
| MOK Rijeka                     | 6                              |                   |
| OK Cratis Varaždin             | 7                              |                   |
| OK Rovinj                      | 8                              |                   |
| OK Sisak                       | 9                              |                   |
| Awans z 1. ligi                |                                |                   |
| OK Medicinar Trnje             | 2                              |                   |

- kolumna druga – miejsce zajęte przez daną drużynę w poprzednim sezonie.

### Awanse i spadki
| Poz. | Spadek z Superligi 2024/2025 |
| ---- | ---------------------------- |
| 10.  | OK Split                     |

| Poz. | Awans z 1. ligi 2024/2025 |
| ---- | ------------------------- |
| 2.   | OK Medicinar Trnje        |

## System rozgrywek
Chorwacka Superliga w sezonie 2025/2026 składała się z fazy zasadniczej oraz fazy play-off, która wyłoniła mistrza Chorwacji.

### Faza zasadnicza
W fazie zasadniczej 10 drużyn rozegrało ze sobą po dwa spotkania systemem kołowym (mecz u siebie i rewanż na wyjeździe). Dwa najlepsze zespoły awansowały bezpośrednio do półfinałów fazy play-off, drużyny z miejsc 3–6 rywalizowały w ćwierćfinałach, natomiast pozostałe zakończyły udział w rozgrywkach. Zespół, który zajął 10. miejsce, spadł do I ligi.

### Faza play-off
Faza play-off składała się z ćwierćfinałów, półfinałów i finału. W przypadku gdy niżej sklasyfikowany zespół wyeliminował drużynę wyżej sklasyfikowaną, przejął jej rozstawienie na dalszą część fazy play-off.
Pary ćwierćfinałowe ustalono na podstawie miejsc zajętych przez drużyny w fazie zasadniczej, zgodnie z kluczem:
- para 1: 3–6;
- para 2: 4–5.

Zespoły w parach rozegrały dwumecz. O awansie decydowała liczba zdobytych punktów meczowych: za zwycięstwo zespół otrzymywał 2 punkty, a za porażkę – 0 punktów. W przypadku równej liczby punktów po dwóch meczach rozgrywano tzw. złoty set do 15 punktów z wymaganą przewagą co najmniej dwóch punktów. Gospodarzem pierwszego meczu w parze był zespół niżej rozstawiony. Zwycięzcy awansowali do półfinałów, natomiast przegrani zakończyli udział w rozgrywkach.
Pary półfinałowe utworzono według klucza:
- para 1: 1. miejsce w fazie zasadniczej – zwycięzca w ćwierćfinałowej parze 2;
- para 2: 2. miejsce w fazie zasadniczej – zwycięzca w ćwierćfinałowej parze 1.

Rywalizacja toczyła się do dwóch wygranych ze zmianą gospodarza po każdym meczu. Gospodarzem pierwszego spotkania był zespół wyżej rozstawiony. Zwycięzcy w parach awansowali do finału, natomiast przegrani zakończyli udział w rozgrywkach.
W finale drużyny grały do trzech wygranych ze zmianą gospodarza po każdym spotkaniu. Gospodarzem pierwszego meczu był zespół, który awansował z półfinałowej pary 1.
Mistrzem Chorwacji został zwycięzca finału. Pozostałe miejsca ustalono na podstawie tabeli fazy zasadniczej. Jeżeli mistrzem został klub, który nie zajął pierwszego miejsca w fazie zasadniczej, wszystkie drużyny sklasyfikowane wyżej od niego w tabeli spadły w klasyfikacji końcowej o jedno miejsce.

### Kryteria ustalenia pozycji w tabeli
O kolejności w tabeli decydowały następujące kryteria:
1. liczba punktów (zwycięstwo – 2 punkty; porażka – 0 punktów; porażka walkowerem – -1 punkt),
2. stosunek setów wygranych do przegranych,
3. stosunek małych punktów zdobytych do straconych,
4. bilans w meczach bezpośrednich między zainteresowanymi drużynami zgodnie z punktami 1-3,
5. losowanie.

## Faza zasadnicza

### Tabela wyników
| Gospodarz \ Gość1 | MUR | MLA | KAŠ | CEN | MAR | RIJ | VRŽ | ROV | SIS | TRN |
| ----------------- | --- | --- | --- | --- | --- | --- | --- | --- | --- | --- |
| Mursa Osijek      | -   | :   | :   | :   | :   | :   | :   | :   | :   | :   |
| Mladost Zagrzeb   | :   | -   | :   | :   | :   | :   | :   | :   | :   | :   |
| Ribola Kaštela    | :   | :   | -   | :   | :   | :   | :   | :   | :   | :   |
| Centrometal       | :   | :   | :   | -   | :   | :   | :   | :   | :   | :   |
| Marsonia          | :   | :   | :   | :   | -   | :   | :   | :   | :   | :   |
| Rijeka            | :   | :   | :   | :   | :   | -   | :   | :   | :   | :   |
| Cratis Varaždin   | :   | :   | :   | :   | :   | :   | -   | :   | :   | :   |
| Rovinj            | :   | :   | :   | :   | :   | :   | :   | -   | :   | :   |
| Sisak             | :   | :   | :   | :   | :   | :   | :   | :   | -   | :   |
| Medicinar Trnje   | :   | :   | :   | :   | :   | :   | :   | :   | :   | -   |

### Tabela
| Lp.                                                                              | Drużyna         | Pkt | Mecze | Mecze | Mecze | Rodzaj wyniku | Rodzaj wyniku | Rodzaj wyniku | Rodzaj wyniku | Rodzaj wyniku | Rodzaj wyniku | Sety | Sety | Sety  | Małe punkty | Małe punkty | Małe punkty |
| Lp.                                                                              | Drużyna         | Pkt | M     | W     | P     | 3:0           | 3:1           | 3:2           | 2:3           | 1:3           | 0:3           | wyg. | prz. | stos. | zdob.       | str.        | stos.       |
| -------------------------------------------------------------------------------- | --------------- | --- | ----- | ----- | ----- | ------------- | ------------- | ------------- | ------------- | ------------- | ------------- | ---- | ---- | ----- | ----------- | ----------- | ----------- |
| 1                                                                                | Mladost Zagrzeb | 0   | 0     | 0     | 0     | 0             | 0             | 0             | 0             | 0             | 0             | 0    | 0    | MAX   | 0           | 0           | MAX         |
| 2                                                                                | Ribola Kaštela  | 0   | 0     | 0     | 0     | 0             | 0             | 0             | 0             | 0             | 0             | 0    | 0    | MAX   | 0           | 0           | MAX         |
| 3                                                                                | Mursa Osijek    | 0   | 0     | 0     | 0     | 0             | 0             | 0             | 0             | 0             | 0             | 0    | 0    | MAX   | 0           | 0           | MAX         |
| 4                                                                                | Centrometal     | 0   | 0     | 0     | 0     | 0             | 0             | 0             | 0             | 0             | 0             | 0    | 0    | MAX   | 0           | 0           | MAX         |
| 5                                                                                | Marsonia        | 0   | 0     | 0     | 0     | 0             | 0             | 0             | 0             | 0             | 0             | 0    | 0    | MAX   | 0           | 0           | MAX         |
| 6                                                                                | Rijeka          | 0   | 0     | 0     | 0     | 0             | 0             | 0             | 0             | 0             | 0             | 0    | 0    | MAX   | 0           | 0           | MAX         |
| 7                                                                                | Cratis Varaždin | 0   | 0     | 0     | 0     | 0             | 0             | 0             | 0             | 0             | 0             | 0    | 0    | MAX   | 0           | 0           | MAX         |
| 8                                                                                | Rovinj          | 0   | 0     | 0     | 0     | 0             | 0             | 0             | 0             | 0             | 0             | 0    | 0    | MAX   | 0           | 0           | MAX         |
| 9                                                                                | Sisak           | 0   | 0     | 0     | 0     | 0             | 0             | 0             | 0             | 0             | 0             | 0    | 0    | MAX   | 0           | 0           | MAX         |
| 10                                                                               | Medicinar Trnje | 0   | 0     | 0     | 0     | 0             | 0             | 0             | 0             | 0             | 0             | 0    | 0    | MAX   | 0           | 0           | MAX         |
| Legenda: faza play-off – półfinały faza play-off – ćwierćfinały spadek do I ligi |                 |     |       |       |       |               |               |               |               |               |               |      |      |       |             |             |             |

Źródło: 
Punktacja: zwycięstwo – 2 pkt; porażka – 0 pkt
Zasady ustalania kolejności: zob. sekcję powyżej